# Thanh Hóa
Thanh Hóa là tỉnh ven biển cực bắc vùng Bắc Trung Bộ, miền Trung của Việt Nam. Tỉnh lỵ của tỉnh là thành phố Thanh Hóa.
Thanh Hóa là 1 trong những trung tâm của vùng Bắc Trung Bộ và cả nước về công nghiệp năng lượng và chế biến, chế tạo; nông nghiệp giá trị gia tăng cao; dịch vụ logistic, du lịch, giáo dục và đào tạo, y tế chuyên sâu và văn hoá, thể thao.
Theo dữ liệu Sáp nhập tỉnh, thành Việt Nam 2025, 	Thanh Hóa	có diện tích: 	11.115	km²,	xếp thứ	12; dân số:	4.324.783	người,	xếp thứ	8; GRDP 2024: 	316.994.504	triệu VNĐ, xếp thứ	9; thu ngân sách 2024:	56.781.432	triệu VNĐ, xếp thứ	5; thu nhập bình quân:	63,50	triệu VNĐ/năm, 	xếp thứ	10.

## Địa lý

### Vị trí địa lý
Thanh Hóa nằm ở vĩ tuyến 19°18' Bắc đến 20°40' Bắc, kinh tuyến 104°22' Đông đến 106°05' Đông, có vị trí địa lý:
- Phía đông giáp Biển Đông với đường bờ biển dài hơn 102 km[6]
- Phía tây giáp tỉnh Hủa Phăn, Lào với đường biên giới 192 km
- Phía nam giáp tỉnh Nghệ An
- Phía bắc giáp tỉnh Ninh Bình, tỉnh Phú Thọ, tỉnh Sơn La.

#### Các điểm cực của tỉnh Thanh Hóa:
- Điểm cực Bắc tại: xã Trung Sơn.
- Điểm cực Đông tại: xã Nga An.
- Điểm cực Tây tại: xã Quang Chiểu.
- Điểm cực Nam tại: phường Nghi Sơn.

Diện tích tự nhiên của Thanh Hóa là 11.120,6 km², chia làm 3 vùng: đồng bằng ven biển, trung du, miền núi. Thanh Hóa có thềm lục địa rộng 18.000 km².
Cách đây khoảng 6.000 năm đã có người sinh sống tại Thanh Hóa. Các di chỉ khảo cổ cho thấy nền văn hóa xuất hiện đầu tiên tại đây là văn hóa Đa Bút. Sang đầu thời đại kim khí, thuộc thời đại đồ đồng, qua các bước phát triển với các giai đoạn trước văn hóa Đông Sơn, Thanh Hóa đã trải qua tiến trình phát triển với các giai đoạn văn hoá: Cồn Chân Tiên, Đông Khối - Quỳ Chữ tương đương với các văn hóa Phùng Nguyên - Đồng Đậu - Gò Mun ở lưu vực sông Hồng. Sau đó là nền văn minh Văn Lang cách đây hơn 2.000 năm, văn hoá Đông Sơn ở Thanh Hóa đã phát triển.
Thanh Hóa là tỉnh chuyển tiếp giữa miền Bắc và miền Trung Việt Nam trên những phương diện. Về hành chính, Thanh Hóa là tỉnh miền Trung, tiếp giáp với Tây Bắc Bộ và đồng bằng Bắc Bộ. Về địa chất, miền núi Thanh Hóa là sự nối dài của Tây Bắc Bộ trong khi đồng bằng Thanh Hóa là đồng bằng lớn nhất Trung Bộ, ngoài ra 1 phần (phía Bắc huyện Nga Sơn) thuộc đồng bằng châu thổ sông Hồng. Về khí hậu, Thanh Hóa thuộc kiểu khí hậu nhiệt đới gió mùa với 2 mùa nóng lạnh, nhiệt độ trung bình khoảng 23,8 - 24,5°C. Về ngôn ngữ, người Thanh Hóa có âm vực giống với phương ngữ Bắc Bộ và khác về cách phát âm các từ (ví dụ: người Bắc nói "chị" thì người Thanh Hóa nói là "chậy") và sử dụng các từ ngữ của phương ngữ Nghệ - Tĩnh.
Thanh Hóa bao gồm 2 thành phố trực thuộc tỉnh, 2 thị xã và 22 huyện, với diện tích 11.133,4 km² và số dân 3.712.600 người với 7 dân tộc Kinh, Mường, Thái, H'mông, Dao, Thổ, Khơ Mú, trong đó có khoảng 855.000 người sống ở thành thị. Năm 2005, Thanh Hóa có 2,16 triệu người trong độ tuổi lao động, chiếm tỷ lệ 58,8% dân số toàn tỉnh, lao động đã qua đào tạo chiếm 27%, trong đó lao động có trình độ cao đẳng, đại học trở lên chiếm 5,4%.

### Địa hình, địa mạo
Địa hình Thanh Hóa nghiêng từ Tây Bắc xuống Đông Nam. Ở phía Tây Bắc, những đồi núi cao trên 1000 m đến 1500 m thoải dần, kéo dài và mở rộng về phía Đông Nam. Đồi núi chiếm 3/4 diện tích của tỉnh. Dựa vào địa hình có thể chia Thanh Hóa ra làm các vùng miền:
+ Miền núi và trung du: Miền núi và trung du chiếm phần lớn diện tích của Thanh Hóa. Riêng miền trung du chiếm 1 diện tích bị xé lẻ, không liên tục, không rõ nét như ở Bắc Bộ. Do đó những nhà nghiên cứu đã không tách miền trung du của Thanh Hóa thành 1 bộ phận địa hình riêng biệt mà coi các đồi núi thấp là 1 phần không tách rời của miền núi nói chung.
+ Miền đồi núi chiếm 2/3 diện tích Thanh Hóa chia làm 3 bộ phận khác nhau bao gồm 11 huyện: Như Xuân, Như Thanh, Thường Xuân, Lang Chánh, Bá Thước, Quan Hóa, Quan Sơn, Mường Lát, Cẩm Thủy, Thạch Thành và Ngọc Lặc. Vùng đồi núi phía Tây có khí hậu mát hơn, lượng mưa lớn hơn nên có nguồn lâm sản dồi dào hơn, và có tiềm năng thủy điện, trong đó sông Chu và các phụ lưu có những điều kiện để xây dựng các nhà máy thủy điện. Miền đồi núi phía Nam đồi núi thấp hơn, đất màu mỡ thuận lợi trong việc phát triển cây công nghiệp, lâm nghiệp, cây đặc sản và có Vườn quốc gia Bến En (thuộc địa bàn huyện Như Thanh và huyện Như Xuân), có rừng phát triển.
Vùng đồng bằng của Thanh Hóa lớn nhất của miền Trung và thứ 3 của cả nước. Đồng bằng Thanh Hóa có đầy đủ tính chất của 1 đồng bằng châu thổ, do phù sa các hệ thống sông Mã, sông Yên, sông Hoạt bồi đắp. Điểm đồng bằng thấp nhất so với mực nước biển là 1 m.
Vùng ven biển: Các huyện từ Nga Sơn, Hậu Lộc, Hoằng Hóa, Sầm Sơn, Quảng Xương đến Nghi Sơn, chạy dọc theo bờ biển gồm vùng sình lầy ở Nga Sơn và các cửa sông Hoạt, sông Mã, sông Yên và sông Lạch Bạng. Bờ biển dài, tương đối bằng phẳng, có bãi tắm Sầm Sơn, có những vùng đất đai thuận lợi cho việc lấn biển, nuôi trồng thủy sản, phân bố các khu dịch vụ, khu công nghiệp, phát triển kinh tế biển (Nga Sơn, Nam Sầm Sơn, Nghi Sơn).

### Tài nguyên thiên nhiên
Thanh Hóa có 296 mỏ và điểm khoáng sản với 42 loại khoáng sản: đá granit và marble, đá vôi làm xi măng, sét làm xi măng, crôm, quặng sắt, secpentin, đôlômit, ngoài ra có vàng sa khoáng và các loại khoáng sản khác.

## Lịch sử
Các di chỉ khảo cổ cho thấy người Việt đã sống ở đây cách nay 6.000 năm. Thời kỳ dựng nước nó là bộ Cửu Chân và bộ Quân Ninh của nước Văn Lang.

### Thời Bắc thuộc

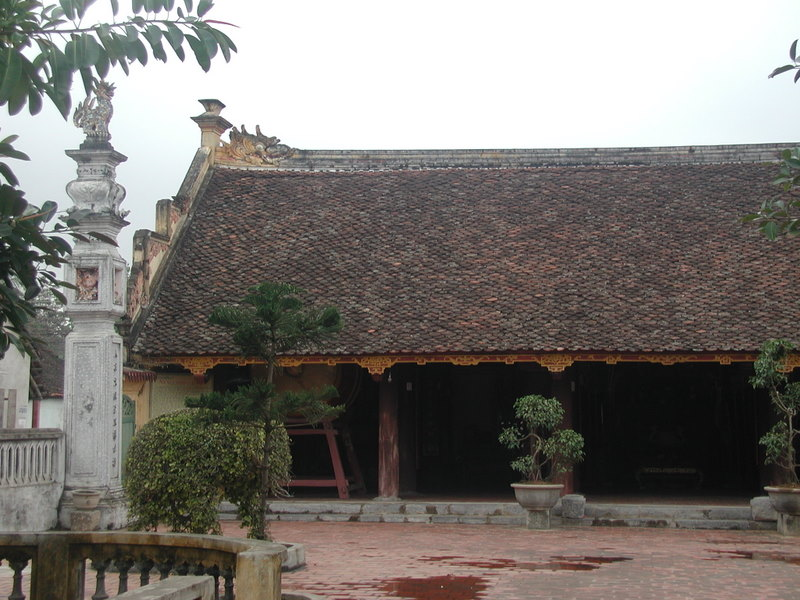
Đình Bảng Môn, xã Hoằng Lộc, Hoằng Hóa.

Thời Nhà Hán chính quyền đô hộ Thanh Hóa thuộc quận Cửu Chân. Thời Tam Quốc, nhà Đông Ngô trực tiếp cai trị. Sau khi tách quận Cửu Chân thành 2 quận Cửu Chân và Cửu Đức thì thuộc quận Cửu Chân mới gồm đất Thanh Hóa sau này và một phần phía tây tỉnh Ninh Bình. Cửu Chân bị chia làm 7 huyện: Tư Phố, Di Phong, Cư Phong, Trạn Ngô, Kiến Sơ, Phù Lạc, Thường Lạc, Tùng Nguyên. Sang đến thời nhà Lương, Lương Võ Đế đổi Cửu Chân làm Ái Châu. Đến thời Nhà Tùy gọi là Cửu Chân quận.

### Thời kỳ tự chủ

Bản đồ cổ tỉnh Thanh Hóa vào cuối thế kỷ XIX, thời Nhà Nguyễn.

Ở thời Nhà Đinh và Tiền Lê Thanh Hóa gọi là đạo Ái Châu. Ở thời Nhà Lý thời kỳ đầu gọi là trại Ái Châu, đến đời Lý Thái Tông niên hiệu Thiên Thành năm thứ 2 (1029) thì đổi tên Ái Châu thành phủ Thanh Hoá. Danh xưng Thanh Hóa bắt đầu từ đây.
Năm 1242, vua Trần Thái Tông đổi 24 lộ đời Lý thành 12 lộ, trong đó có Thanh Hóa phủ lộ. Năm Quang Thái thứ 10 (Trần Thuận Tông - năm 1397) đổi làm trấn Thanh Đô. Trấn Thanh Đô lúc này gồm 7 huyện và 3 châu (mỗi châu có 4 huyện). Trong đó, 7 huyện là: Cổ Đằng, Cổ Hoằng, Đông Sơn, Cổ Lôi, Vĩnh Ninh, Yên Định, Lương Giang. 3 châu bao gồm: châu Thanh Hóa gồm huyện Nga Lạc, huyện Tế Giang, huyện Yên Lạc, huyện Lỗi Giang; châu Ái gồm huyện Hà Trung, huyện Thống Bình, huyện Tống Giang, huyện Chi Nga; châu Cửu Chân gồm huyện Cổ Chiến, huyện Kết Thuế, huyện Duyên Giác, huyện Nông Cống.
Năm 1397, Trần Thuận Tông đổi làm trấn Thanh Đô, gồm 3 châu và 7 huyện: châu Thanh Hóa (gồm Nga Lạc, Tế Giang, Yên Lạc, Lỗi Giang); châu Ái (gồm: Hà Trung, Thống Bình, Tống Giang, Chi Nga); châu Cửu Chân (gồm: Cổ Chiến, Kết Thuế, Duyên Giác, Nông Cống); huyện Cổ Đằng, huyện Cổ Hoằng, huyện Đông Sơn, huyện Vĩnh Ninh, huyện Yên Định, huyện Lương Giang, huyện Cổ Lôi.

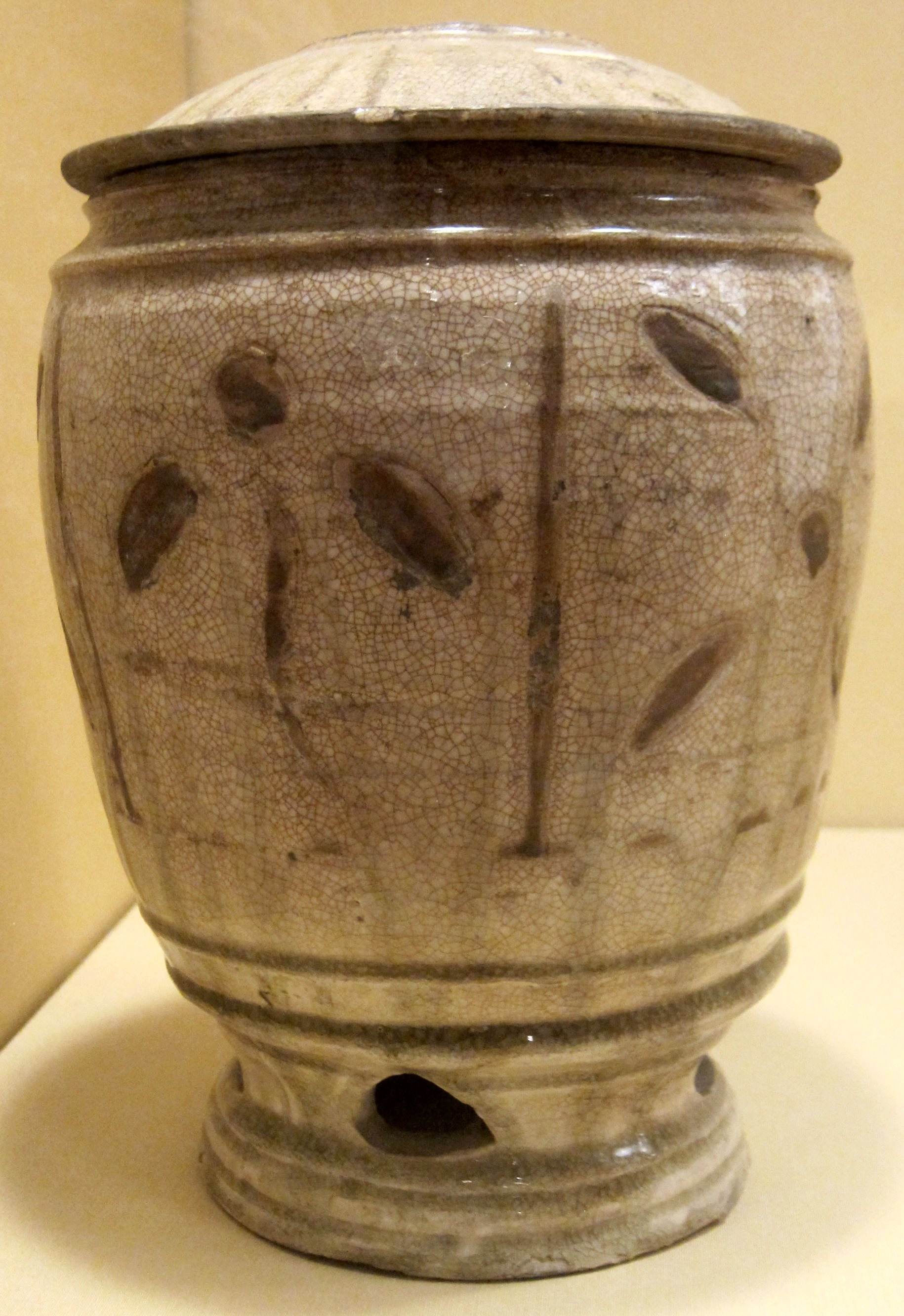
Vò sành đựng lương thực tại Thanh Hóa, thế kỷ XI-XII.

Năm 1403, Hồ Hán Thương đổi phủ Thanh Hóa thành phủ Thiên Xương. Sách Đại Nam nhất thống chí ghi: 
Phủ này (tức phủ Thiên Xương) cùng Cửu Chân và Ái Châu làm "tam phủ" gọi là Tây Đô. Thời thuộc Minh, trấn Thanh Đô đổi thành phủ Thanh Hóa (năm 1407 - theo Đào Duy Anh) và Thời thuộc Minh lại làm phủ Thanh Hóa, lãnh 4 châu là Cửu Chân, Ái Châu, Thanh Hóa, Quỳ Châu và 11 huyện. Trong đó, 11 huyện là Yên Định, Nông Cống, Vĩnh Ninh, Tống Giang, Cổ Đằng, Nga Lạc, Lương Giang, Lỗi Giang, Đông Sơn, Yên Lạc, Cổ Lôi
Sau khi Nhà Hồ thất thủ, Nhà Minh cai trị Đại Việt, lại đổi lại làm phủ Thanh Hóa như cũ, đặt thêm 2 huyện: Lôi Dương, Thụy Nguyên. Về địa giới vẫn không đổi.
Sau khi khởi nghĩa Lam Sơn thắng lợi, nhà Hậu Lê cầm quyền. Năm Thuận Thiên thứ nhất (năm 1428), Lê Thái Tổ chia nước làm 5 đạo, Thanh Hóa thuộc Hải Tây đạo, đến năm Quang Thuận thứ 7 (năm 1466) đặt tên là Thừa Tuyên Thanh Hóa, năm Quang Thuận thứ 10 (năm 1469) lại đổi thành Thừa Tuyên Thanh Hoa, tên Thanh Hoa có từ đây. Thanh Hoa Thừa Tuyên theo "Thiên Nam dư hạ tập" lãnh 4 phủ, 16 huyện và 4 châu.

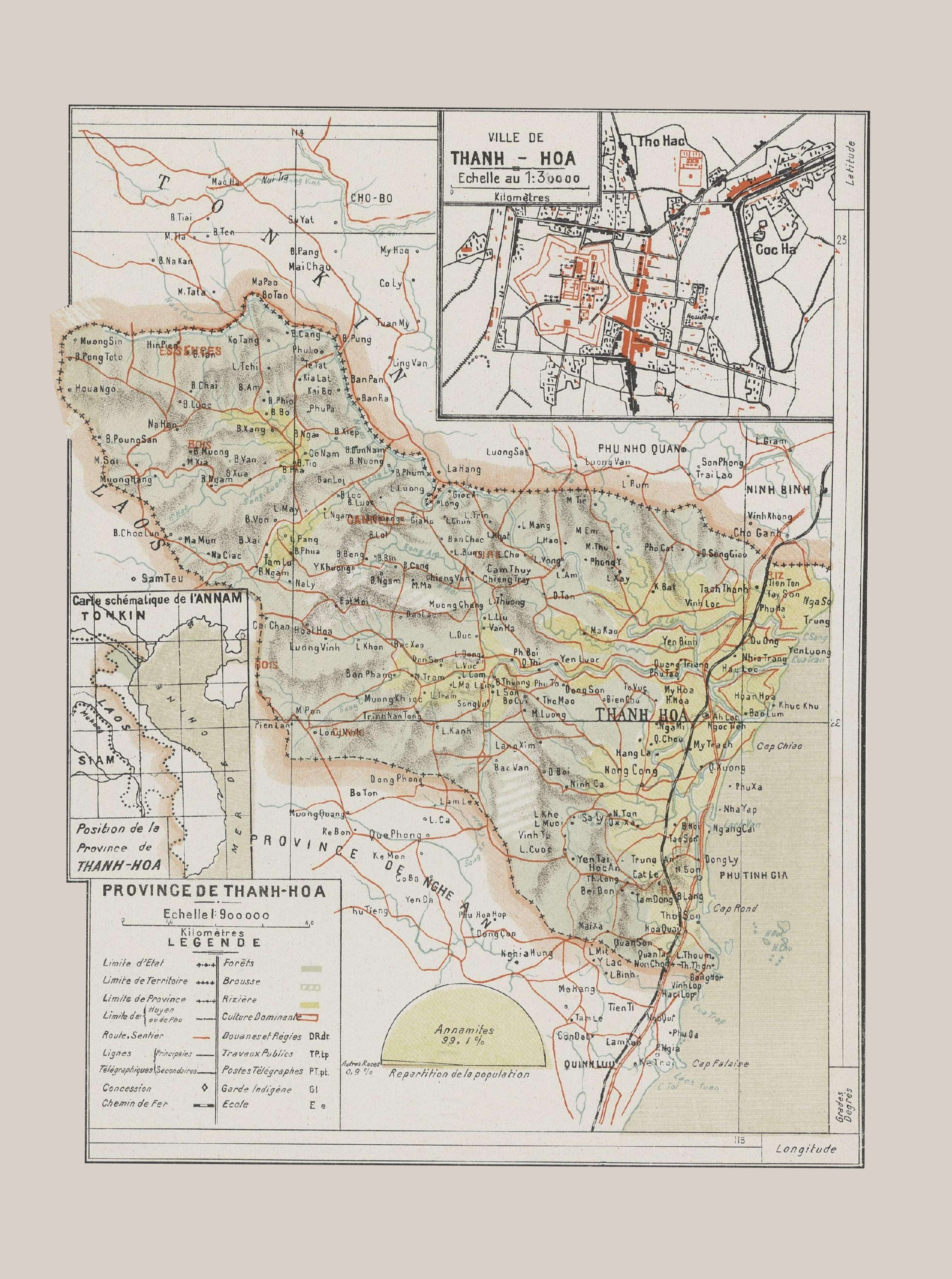
Bản đồ tỉnh Thanh Hóa năm 1909

Thời Nhà Lê, Thanh Hóa là thừa tuyên Thanh Hóa (Thanh Hoa), gồm phần đất tỉnh Thanh Hóa ngày nay và một phần tỉnh Ninh Bình (thời kỳ đó là phủ Trường Yên, trực thuộc) và tỉnh Hủa Phăn (Sầm Nưa) của Lào (thời kỳ đó gọi là châu Sầm). Xứ Thanh Hoa thời Nhà Lê với 6 phủ:
- Phủ Thiệu Thiên (Thiệu Hóa), nằm ở phía tây tây bắc xứ Thanh, có 8 huyện: Thụy Nguyên, Vĩnh Phúc (Vĩnh Lộc), Đông Sơn, Lôi Dương, Yên Định, Cẩm Thủy, Thạch Thành, Quảng Bình.
- Phủ Hà Trung phủ có 4 huyện: Hoằng Hóa, Thuần Lộc (Hậu Lộc), Nga Sơn, Tống Sơn.
- Phủ Tĩnh Gia có 3 huyện: Nông Cống, Ngọc Sơn, Quảng Xương.
- Phủ Thanh Đô có 4 châu và 1 huyện là huyện Thọ Xuân và các châu: Khai Na (Quan Da), Tàm (châu), Lương Chính (Lang Chánh), Sầm (châu) (nay thuộc Lào).
- Phủ Trường Yên, nay là một phần tỉnh Ninh Bình, có 3 huyện: Gia Viễn, Yên Mô, Yên Khang (Yên Khánh).
- Phủ Thiên Quan (Nho Quan), ở phía Tây Bắc xứ Thanh, giáp với trấn Sơn Tây và trấn Sơn Nam, nay thuộc các tỉnh Ninh Bình và Hòa Bình, có 3 huyện: Phụng Hóa, Yên Hóa, Lạc Thổ (Lạc Sơn).

Sau khi Nhà Nguyễn lên nắm quyền, vào năm Gia Long thứ nhất (1802), đổi gọi là trấn Thanh Hóa. Năm Minh Mệnh thứ 12 (1831), đổi trấn thành tỉnh, bắt đầu gọi là tỉnh Thanh Hoa (Thanh: trong sạch, Hoa: tinh hoa). Đến năm Thiệu Trị thứ 3 (1843), lại đổi thành tỉnh Thanh Hóa.

### Thời kỳ hiện đại (sau năm 1945)
Sau Cách mạng tháng Tám năm 1945, các cấp hành chính là châu, phủ, quận bị bãi bỏ. Tỉnh Thanh Hóa lúc này có 21 đơn vị hành chính gồm thị xã Thanh Hóa và 20 huyện: Bá Thước, Cẩm Thủy, Đông Sơn, Hà Trung, Hậu Lộc, Hoằng Hóa, Lang Chánh, Nga Sơn, Ngọc Lặc, Như Xuân, Nông Cống, Quan Hóa, Quảng Xương, Thạch Thành, Thiệu Hóa, Thọ Xuân, Thường Xuân, Tĩnh Gia, Vĩnh Lộc, Yên Định.
Năm 1963, thành lập thị trấn Sầm Sơn trực thuộc tỉnh Thanh Hóa từ thị trấn Sầm Sơn cũ thuộc huyện Quảng Xương.
Ngày 25 tháng 2 năm 1965, huyện Triệu Sơn được thành lập trên cơ sở tách 13 xã thuộc huyện Thọ Xuân và 20 xã thuộc huyện Nông Cống.
Từ cuối năm 1967, thị trấn Sầm Sơn tạm thời trực thuộc huyện Quảng Xương, đến gần cuối năm 1968 thì trở lại trực thuộc tỉnh.
Ngày 29 tháng 6 năm 1977, Bộ trưởng Phủ Thủ tướng ra Quyết định số 140-BT về việc thành lập thị trấn Bỉm Sơn trực thuộc tỉnh Thanh Hóa từ một phần huyện Hà Trung.
Ngày 5 tháng 7 năm 1977, hợp nhất 2 huyện Hà Trung và Nga Sơn thành huyện Trung Sơn; hợp nhất 2 huyện Vĩnh Lộc và Thạch Thành thành huyện Vĩnh Thạch; hợp nhất 2 huyện Lang Chánh và Ngọc Lặc thành huyện Lương Ngọc; hợp nhất huyện Yên Định và 15 xã của huyện Thiệu Hóa ở tả ngạn sông Chu thành huyện Thiệu Yên; hợp nhất huyện Đông Sơn và 16 xã còn lại của huyện Thiệu Hóa ở hữu ngạn sông Chu thành huyện Đông Thiệu.
Ngày 18 tháng 12 năm 1981, thành lập các thị xã Bỉm Sơn và Sầm Sơn từ 2 thị trấn cùng tên và một phần các huyện Trung Sơn, Quảng Xương.
Ngày 30 tháng 8 năm 1982, chia các huyện Lương Ngọc, Trung Sơn, Vĩnh Thạch thành các huyện như cũ; đổi tên huyện Đông Thiệu thành huyện Đông Sơn mà vẫn giữ nguyên địa giới.
Ngày 1 tháng 5 năm 1994, chuyển thị xã Thanh Hóa thành thành phố Thanh Hóa.
Ngày 18 tháng 11 năm 1996, chia huyện Quan Hóa thành 3 huyện: Quan Hóa, Quan Sơn, Mường Lát; chia huyện Như Xuân thành 2 huyện: Như Xuân và Như Thanh; hợp lại 16 xã thuộc huyện Đông Sơn ở hữu ngạn sông Chu và 15 xã thuộc huyện Thiệu Yên ở tả ngạn sông Chu thành huyện Thiệu Hóa; đổi tên huyện Thiệu Yên thành huyện Yên Định.
Ngày 19 tháng 4 năm 2017, chuyển thị xã Sầm Sơn thành thành phố Sầm Sơn.
Ngày 1 tháng 6 năm 2020, chuyển huyện Tĩnh Gia thành thị xã Nghi Sơn.
Ngày 1 tháng 1 năm 2025, sáp nhập toàn bộ huyện Đông Sơn vào thành phố Thanh Hóa.

## Hành chính

Bản đồ hành chính tỉnh Thanh Hóa năm 2015

Tỉnh Thanh Hóa có 166 đơn vị hành chính cấp xã, gồm 19 phường và 147 xã.
| Tên         | Diện tích (km²) | Dân số (người) |
| ----------- | --------------- | -------------- |
| Phường (19) |                 |                |
| Bỉm Sơn     | 51,84           | 45.997         |
| Đào Duy Từ  | 42,86           | 26.206         |
| Đông Quang  | 48,60           | 61.214         |
| Đông Sơn    | 41,71           | 58.950         |
| Đông Tiến   | 41,97           | 57.844         |
| Hạc Thành   | 24,63           | 197.142        |
| Hải Bình    | 37,74           | 33.670         |
| Hải Lĩnh    | 41,18           | 18.330         |
| Hàm Rồng    | 20,88           | 63.166         |
| Nam Sầm Sơn | 18,48           | 37.572         |
| Nghi Sơn    | 42,82           | 32.939         |
| Ngọc Sơn    | 38,16           | 47.911         |
| Nguyệt Viên | 22,30           | 34.399         |
| Quảng Phú   | 41,34           | 77.543         |
| Quang Trung | 29,22           | 32.808         |
| Sầm Sơn     | 30,29           | 99.866         |
| Tân Dân     | 24,59           | 22.095         |
| Tĩnh Gia    | 32,18           | 58.583         |
| Trúc Lâm    | 81,05           | 23.950         |
| Xã (147)    |                 |                |
| An Nông     | 22,79           | 28.717         |
| Ba Đình     | 27,22           | 20.696         |
| Bá Thước    | 106,10          | 21.442         |
| Bát Mọt     | 205,73          | 4.174          |
| Biện Thượng | 65,40           | 31.917         |
| Các Sơn     | 46,88           | 21.462         |
| Cẩm Tân     | 66,63           | 21.084         |
| Cẩm Thạch   | 106,64          | 31.878         |
| Cẩm Thủy    | 64,42           | 30.525         |
| Cẩm Tú      | 98,09           | 26.049         |
| Cẩm Vân     | 88,71           | 22.794         |
| Cổ Lũng     | 127,05          | 9.726          |
| Công Chính  | 54,24           | 29.201         |
| Điền Lư     | 66,54           | 21.015         |
| Điền Quang  | 103,67          | 16.611         |
| Định Hòa    | 37,71           | 28.413         |
| Định Tân    | 30,67           | 28.406         |
| Đồng Lương  | 76,10           | 11.875         |
| Đông Thành  | 26,38           | 30.307         |
| Đồng Tiến   | 19,96           | 22.945         |
| Giao An     | 113,88          | 8.329          |

| Tên         | Diện tích (km²) | Dân số (người) |
| ----------- | --------------- | -------------- |
| Hà Long     | 65,43           | 23.247         |
| Hà Trung    | 34,14           | 30.151         |
| Hậu Lộc     | 24,92           | 33.315         |
| Hiền Kiệt   | 140,29          | 7.217          |
| Hoa Lộc     | 34,69           | 41.417         |
| Hóa Quỳ     | 116,65          | 11.995         |
| Hoạt Giang  | 27,34           | 21.561         |
| Hoằng Châu  | 33,31           | 33.857         |
| Hoằng Giang | 30,53           | 32.533         |
| Hoằng Hóa   | 35,16           | 43.831         |
| Hoằng Lộc   | 20,57           | 36.277         |
| Hoằng Phú   | 15,35           | 23.006         |
| Hoằng Sơn   | 21,90           | 27.567         |
| Hoằng Thanh | 23,24           | 38.386         |
| Hoằng Tiến  | 23,79           | 29.687         |
| Hồ Vương    | 19,28           | 27.063         |
| Hồi Xuân    | 117,25          | 10.432         |
| Hợp Tiến    | 43,11           | 33.086         |
| Kiên Thọ    | 56,52           | 22.226         |
| Kim Tân     | 61,61           | 40.780         |
| Lam Sơn     | 24,90           | 33.117         |
| Linh Sơn    | 96,00           | 12.448         |
| Lĩnh Toại   | 30,48           | 24.888         |
| Luận Thành  | 73,48           | 16.090         |
| Lương Sơn   | 79,91           | 9.573          |
| Lưu Vệ      | 26,84           | 40.381         |
| Mậu Lâm     | 64,27           | 18.911         |
| Minh Sơn    | 81,77           | 29.388         |
| Mường Chanh | 65,48           | 3.894          |
| Mường Lát   | 129,66          | 7.089          |
| Mường Lý    | 83,99           | 5.878          |
| Mường Mìn   | 89,21           | 2.991          |
| Na Mèo      | 127,44          | 4.174          |
| Nam Xuân    | 131,40          | 5.852          |
| Nga An      | 28,10           | 24.950         |
| Nga Sơn     | 27,14           | 47.176         |
| Nga Thắng   | 27,52           | 26.542         |
| Ngọc Lặc    | 90,39           | 39.481         |
| Ngọc Liên   | 79,99           | 27.782         |
| Ngọc Trạo   | 79,62           | 23.475         |
| Nguyệt Ấn   | 98,52           | 23.462         |
| Nhi Sơn     | 38,67           | 3.514          |

| Tên         | Diện tích (km²) | Dân số (người) |
| ----------- | --------------- | -------------- |
| Như Thanh   | 84,07           | 26.231         |
| Như Xuân    | 69,87           | 13.496         |
| Nông Cống   | 50,70           | 50.439         |
| Phú Lệ      | 139,50          | 6.677          |
| Phú Xuân    | 102,36          | 5.166          |
| Pù Luông    | 81,71           | 9.573          |
| Pù Nhi      | 65,72           | 5.922          |
| Quan Sơn    | 98,20           | 7.511          |
| Quảng Bình  | 23,51           | 38.013         |
| Quang Chiểu | 109,88          | 5.986          |
| Quảng Chính | 26,14           | 30.765         |
| Quảng Ngọc  | 34,39           | 33.588         |
| Quảng Ninh  | 17,10           | 26.580         |
| Quảng Yên   | 24,92           | 27.768         |
| Quý Lộc     | 38,01           | 28.549         |
| Quý Lương   | 133,44          | 15.125         |
| Sao Vàng    | 89,27           | 44.643         |
| Sơn Điện    | 94,37           | 5.002          |
| Sơn Thủy    | 131,58          | 4.053          |
| Tam Chung   | 121,51          | 4.527          |
| Tam Lư      | 162,72          | 6.124          |
| Tam Thanh   | 99,24           | 4.196          |
| Tân Ninh    | 53,63           | 27.427         |
| Tân Thành   | 90,38           | 12.780         |
| Tân Tiến    | 28,54           | 21.529         |
| Tây Đô      | 35,36           | 27.440         |
| Thạch Bình  | 90,47           | 39.553         |
| Thạch Lập   | 83,78           | 19.465         |
| Thạch Quảng | 123,54          | 15.766         |
| Thanh Kỳ    | 145,26          | 12.531         |
| Thanh Phong | 150,21          | 9.619          |
| Thanh Quân  | 109,22          | 12.107         |
| Thành Vinh  | 115,47          | 27.008         |
| Thăng Bình  | 34,73           | 28.864         |
| Thắng Lộc   | 73,75           | 8.893          |
| Thắng Lợi   | 40,26           | 27.909         |
| Thiên Phủ   | 147,48          | 6.485          |
| Thiết Ống   | 94,32           | 13.227         |
| Thiệu Hóa   | 36,16           | 48.870         |
| Thiệu Quang | 35,45           | 33.689         |
| Thiệu Tiến  | 23,68           | 25.383         |
| Thiệu Toán  | 28,39           | 29.915         |

| Tên         | Diện tích (km²) | Dân số (người) |
| ----------- | --------------- | -------------- |
| Thiệu Trung | 21,82           | 32.152         |
| Thọ Bình    | 47,12           | 18.556         |
| Thọ Lập     | 33,81           | 27.849         |
| Thọ Long    | 22,13           | 31.101         |
| Thọ Ngọc    | 27,22           | 24.322         |
| Thọ Phú     | 35,12           | 40.004         |
| Thọ Xuân    | 27,40           | 34.346         |
| Thượng Ninh | 92,61           | 13.991         |
| Thường Xuân | 83,27           | 33.490         |
| Tiên Trang  | 17,75           | 40.809         |
| Tống Sơn    | 69,36           | 28.733         |
| Triệu Lộc   | 29,27           | 26.386         |
| Triệu Sơn   | 41,09           | 54.445         |
| Trung Chính | 44,09           | 35.440         |
| Trung Hạ    | 123,86          | 9.289          |
| Trung Lý    | 197,50          | 7.335          |
| Trung Sơn   | 76,81           | 3.254          |
| Trung Thành | 135,64          | 5.513          |
| Trường Lâm  | 68,16           | 21.582         |
| Trường Văn  | 28,32           | 22.169         |
| Tượng Lĩnh  | 33,23           | 18.025         |
| Vạn Lộc     | 28,40           | 70.587         |
| Vạn Xuân    | 139,49          | 6.125          |
| Văn Nho     | 64,77           | 10.112         |
| Văn Phú     | 106,55          | 8.516          |
| Vân Du      | 88,53           | 24.146         |
| Vĩnh Lộc    | 56,94           | 40.344         |
| Xuân Bình   | 183,18          | 16.385         |
| Xuân Chinh  | 172,48          | 7.588          |
| Xuân Du     | 92,49           | 22.331         |
| Xuân Hòa    | 28,34           | 26.655         |
| Xuân Lập    | 34,49           | 36.213         |
| Xuân Thái   | 120,72          | 4.418          |
| Xuân Tín    | 31,93           | 26.531         |
| Yên Định    | 29,42           | 38.596         |
| Yên Khương  | 97,89           | 5.572          |
| Yên Nhân    | 188,70          | 5.674          |
| Yên Ninh    | 24,67           | 23.569         |
| Yên Phú     | 42,61           | 18.800         |
| Yên Thắng   | 95,22           | 6.652          |
| Yên Thọ     | 80,63           | 23.029         |
| Yên Trường  | 26,95           | 29.314         |

## Kinh tế

### Công nghiệp
Theo số liệu của Tổng cục Thống kê, trong 6 tháng đầu năm 2009, chỉ số phát triển công nghiệp của toàn tỉnh tăng 8,2%. Trong bảng xếp hạng về Chỉ số năng lực cạnh tranh cấp tỉnh của Việt Nam năm 2011, tỉnh Thanh Hóa xếp ở vị trí thứ 24/63 tỉnh thành.
Tính đến thời điểm năm 2018, Thanh Hóa có 7 khu công nghiệp tập trung và phân tán:
- Khu công nghiệp Bỉm Sơn: TX. Bỉm Sơn Lưu trữ ngày 1 tháng 9 năm 2013 tại Wayback Machine
- Khu công nghiệp Nghi Sơn (nằm trong Khu kinh tế Nghi Sơn): TX. Nghi Sơn
- Khu công nghiệp Lễ Môn: TP. Thanh Hóa
- Khu công nghiệp Đình Hương (Tây Bắc Ga): TP. Thanh Hóa
- Khu công nghiệp Lam Sơn: H. Thọ Xuân
- Khu công nghiệp Hoàng Long: TP. Thanh Hóa.
- Khu công nghiệp FLC Hoàng Long: TP. Thanh Hóa.

### Nông nghiệp
Thống kê đến năm 2004, toàn tỉnh có 239.842 ha đất nông nghiệp (chiếm 21,6% diện tích đất tự nhiên toàn tỉnh) đang được sử dụng, khai thác.
- Năm 2013, tổng sản lượng lương thực cả tỉnh đạt 1,65 triệu tấn.[34]
- Năm 2014, tổng sản lượng nông nghiệp cả tỉnh đạt 1,737 triệu tấn.[35]

### Lâm nghiệp
Theo số liệu thống kê năm 2014 toàn tỉnh Thanh Hóa có diện tích đất lâm nghiệp 626.576,1 ha. Diện tích che phủ rừng tới năm 2013 đạt 51%. Tài nguyên giá trị thực vật của rừng Thanh Hóa đa dạng sinh học về bảo tồn nghiên cứu cũng như có tiềm năng khoang nuôi tái sinh phục hồi các loài cây bản địa: lát, pơ mu, sa mu, lim xanh, táu, sến, vàng tâm, giổi, de, chò chỉ... Các loại thuộc tre nứa gồm có: luồng, nứa, vầu, giang, tre,... Nguồn lâm sản ngoài gỗ có: mây, song, dược liệu, quế, cánh kiến đỏ... Rừng trồng phát triển kinh tế có các loại cây lâm nghiệp: luồng, thông nhựa, mỡ, bạch đàn, phi lao, quế, cao su. Thanh Hóa là tỉnh có diện tích luồng lớn nhất trong cả nước với diện tích trên 71.000 ha (chiếm 55% diện tích luồng toàn Việt Nam).
Phát triển lâm nghiệp tổng hợp của Thanh Hóa theo xu hướng kết hợp bảo tồn, nghiên cứu, giáo dục và du lịch sinh thái có các khu rừng đặc dụng: vườn quốc gia Bến En, vườn quốc gia Cúc Phương (địa phận huyện Thạch Thành), khu bảo tồn thiên nhiên Pù Luông, khu bảo tồn thiên nhiên Pù Hu, khu bảo tồn thiên nhiên Xuân Liên, khu sinh thái đảo Hòn Mê. Lâm nghiệp Thanh Hóa cũng phát triển đa dạng hơn với nghề chăn nuôi động vật hoang dã: Hươu, nai, gấu, hổ.

### Ngư nghiệp

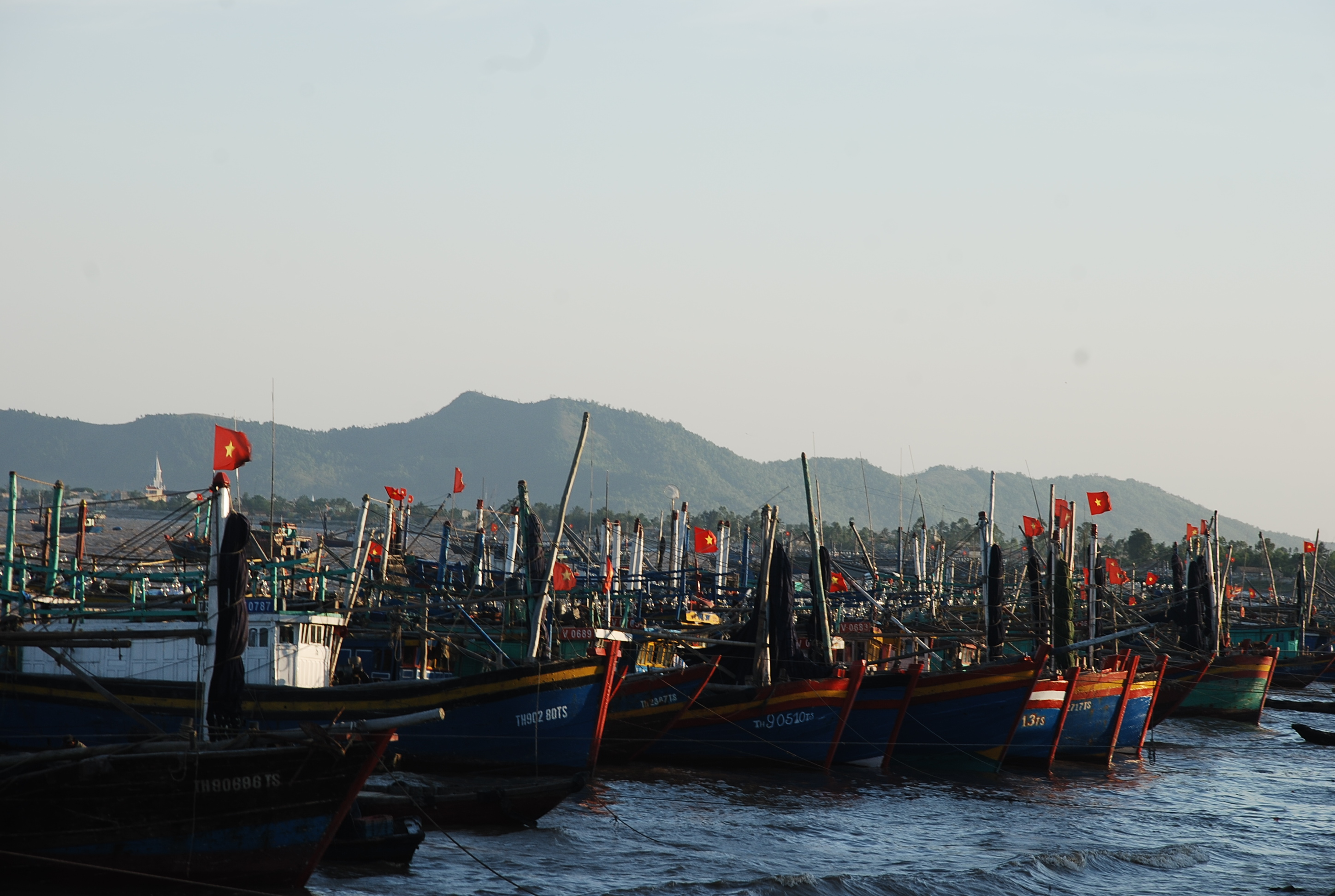
Ngư nghiệp Thanh Hóa có nhiều điều kiện phát triển

Thanh Hóa có 102 km bờ biển và vùng lãnh hải rộng 17.000 km², với những bãi cá, bãi tôm. Dọc bờ biển có 5 cửa lạch. Tính đến năm 2014 tỉnh Thanh Hóa có 7.308 tàu đánh bắt cá ngoài khơi.

### Dịch vụ
Với sự thay đổi về diện mạo đô thị, ngành dịch vụ - thương mại của thành phố Thanh Hóa đã có bước phát triển về quy mô, loại hình và chất lượng, qua đó góp phần vào tăng trưởng kinh tế của tỉnh nói chung, thành phố nói riêng. Kết quả đó đang là nền tảng để thành phố Thanh Hóa bứt phá trở thành trung tâm dịch vụ - thương mại hàng đầu của khu vực Nam đồng bằng Bắc bộ, Bắc Trung bộ: các công trình đi vào hoạt động như: Tổ hợp Trung tâm Thương mại Vincom Plaza và Khách sạn Vinpearl Thanh Hóa, Siêu thị Co.opmart, các siêu thị điện máy, Khách sạn Central, chuỗi cửa hàng thực phẩm an toàn, hệ thống siêu thị Vinmart và Trung tâm thương mại Aeon Mall đang chuẩn bị xây dựng. Sự ra đời của trung tâm thương mại và các siêu thị, cửa hàng tiện ích còn tạo động lực đẩy mạnh "làn sóng" đầu tư của các doanh nghiệp vào việc phát triển chợ trên địa bàn thành phố.

## Giáo dục

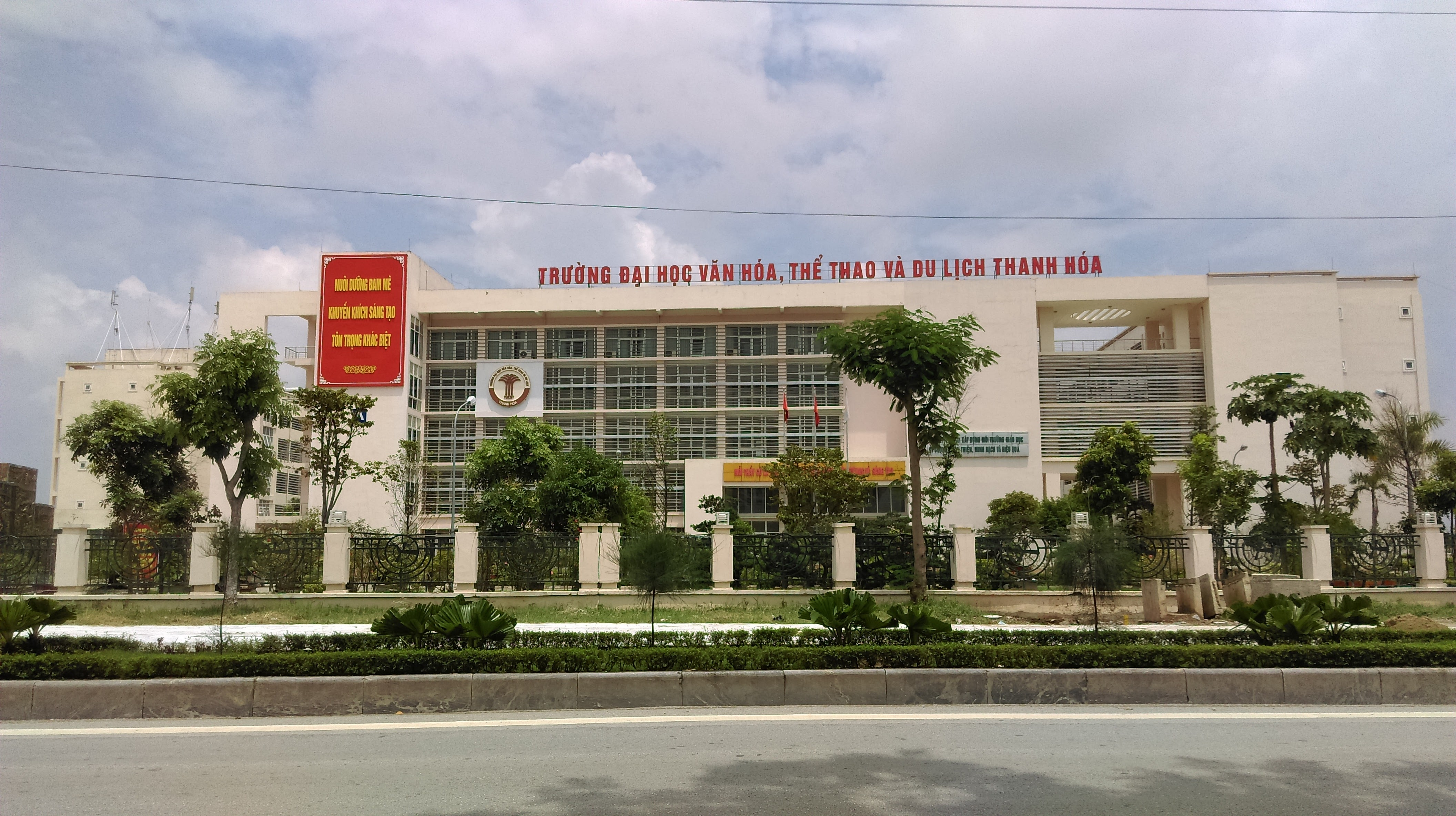
Trường Đại học Văn hóa, Thể thao và Du lịch Thanh Hóa

Thanh Hóa là quê hương của những nho sĩ. Trong thời kỳ phong kiến Thanh Hóa có 3 trạng nguyên, hàng trăm tiến sĩ, bảng nhãn, thám hoa (xếp thứ 7 toàn quốc sau Bắc Ninh, Hải Phòng, Hà Nội, Ninh Bình, Hưng Yên).
Năm 2008, trong kì thi tuyển sinh Cao đẳng và Đại học, Thanh Hóa có nhiều thủ khoa nhất nước.
Tỉnh Thanh Hóa có hơn 2.000 cơ sở giáo dục. Năm học 2020 - 2021, tỉnh có hơn 870.000 học sinh, sinh viên, học viên.

## Dân cư
Tính đến ngày 31/12/2022, tỉnh Thanh Hóa có quy mô dân số là 4.357.523 người (bao gồm dân số thường trú là 4.209.293 người, dân số tạm trú quy đổi là 148.230 người). Tỷ lệ đô thị hóa tính theo dân số quy đổi là 38,02%.
Tính đến ngày 01/04/2019, Thanh Hóa có 3.640.128 người, trong đó tỷ lệ nữ chiếm 1.824127 người (50,11%). Về mật độ dân số của tỉnh là 328 người/km², tăng 22,6 người/km² và xếp thứ 28/63 tỉnh, thành trong cả nước. Tỷ số giới tính (số nam trên 100 nữ) tăng từ 95,6% (năm 1999) lên 98,0% (năm 2009), tương đương với mức chung của cả nước.
Tính đến ngày 01/04/2019, toàn tỉnh có 9 tôn giáo khác nhau đạt 159.466 người, nhiều nhất là Công giáo có 149.990 người, tiếp theo là đạo Tin Lành có 7.890 người, Phật giáo có 1.447 người. Còn lại các tôn giáo khác như Hồi giáo có 95 người, đạo Cao Đài có 23 người, Minh Sư đạo có 14 người, Phật giáo Hòa Hảo có 4 người, Tứ Ân Hiếu Nghĩa có 2 người và 1 người theo Minh Lý đạo.

## Văn hóa

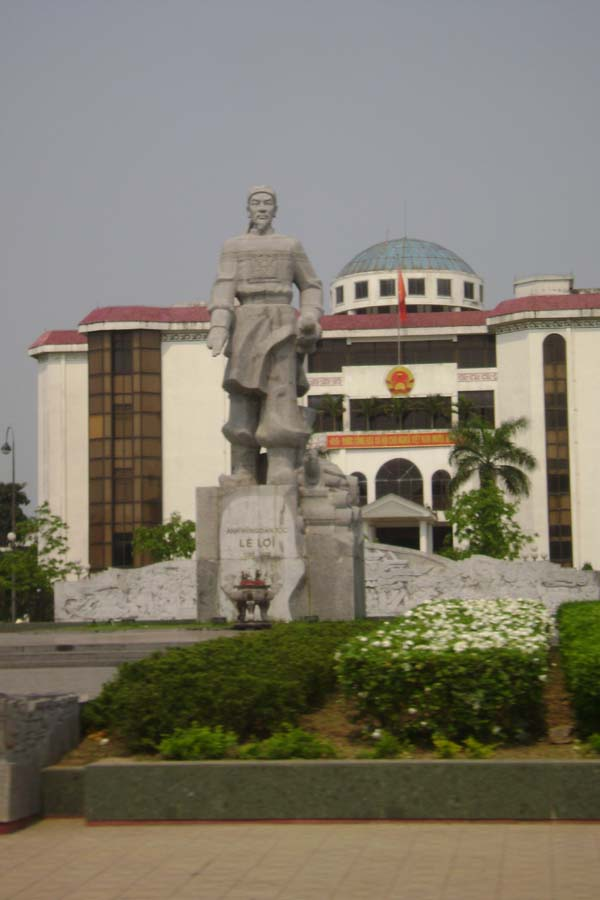
Tượng đài vua Lê Lợi

### Văn hóa, văn nghệ dân gian
Các lễ hội như lễ hội Pôồn Pôông của người Mường, lễ hội cầu ngư, lễ hội đền Sòng...

### Văn nghệ đương đại
Những năm thời kỳ Đổi Mới có Phùng Gia Lộc là tên tuổi viết về nông thôn Thanh Hóa, trong đó Cái đêm hôm ấy... đêm gì là bút ký gây được tiếng vang trên văn đàn nước nhà.

### Ẩm thực - Đặc sản

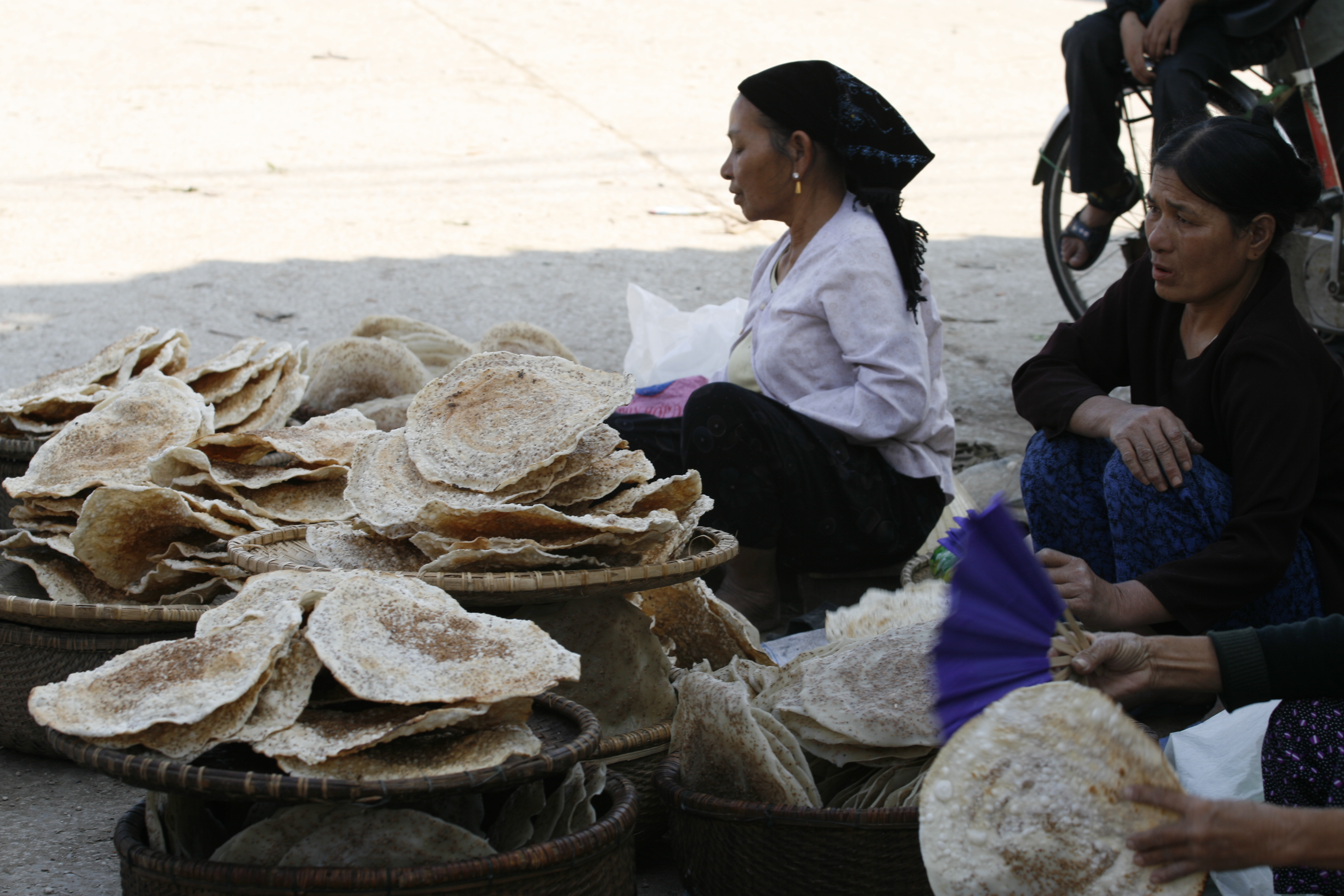
Bánh đa biển, đặc sản Hậu Lộc

Đến Thanh Hóa du khách sẽ được thưởng thức những món đặc sản của xứ Thanh như: nem chua Thanh Hóa, chè lam Phủ Quảng, dê núi đá, gà đồi (của huyện Vĩnh Lộc), bánh gai Tứ Trụ (của huyện Thọ Xuân), các món chế biến từ hến làng Giàng (huyện Thiệu Hóa), bánh đa cầu Bố (thành phố Thanh Hóa), mía đen Kim Tân, thịt trâu nấu lá lồm, chim mía (huyện Thạch Thành), hay các món hải sản: cua biển, ghẹ, sò huyết, tôm, mực, cá thu, cá tràu từ các huyện, thị xã, thành phố ven biển Sầm Sơn, Nghi Sơn, Nga Sơn.

## Thể thao
Kết thúc năm 2014 thể thao Thanh Hóa xếp 4/65 tại đại hội thể dục thể thao toàn Việt Nam dành cho toàn bộ 63 tỉnh thành và 2 ngành lớn quân đội, an ninh.

## Du lịch
Các khu du lịch, di tích lịch sử và danh thắng của tỉnh:
- Các khu du lịch biển: Bãi biển Sầm Sơn, Bãi biển Hải Hòa, Biển Hải TiếnBãi biển Sầm Sơn
- Các khu bảo tồn thiên nhiên:

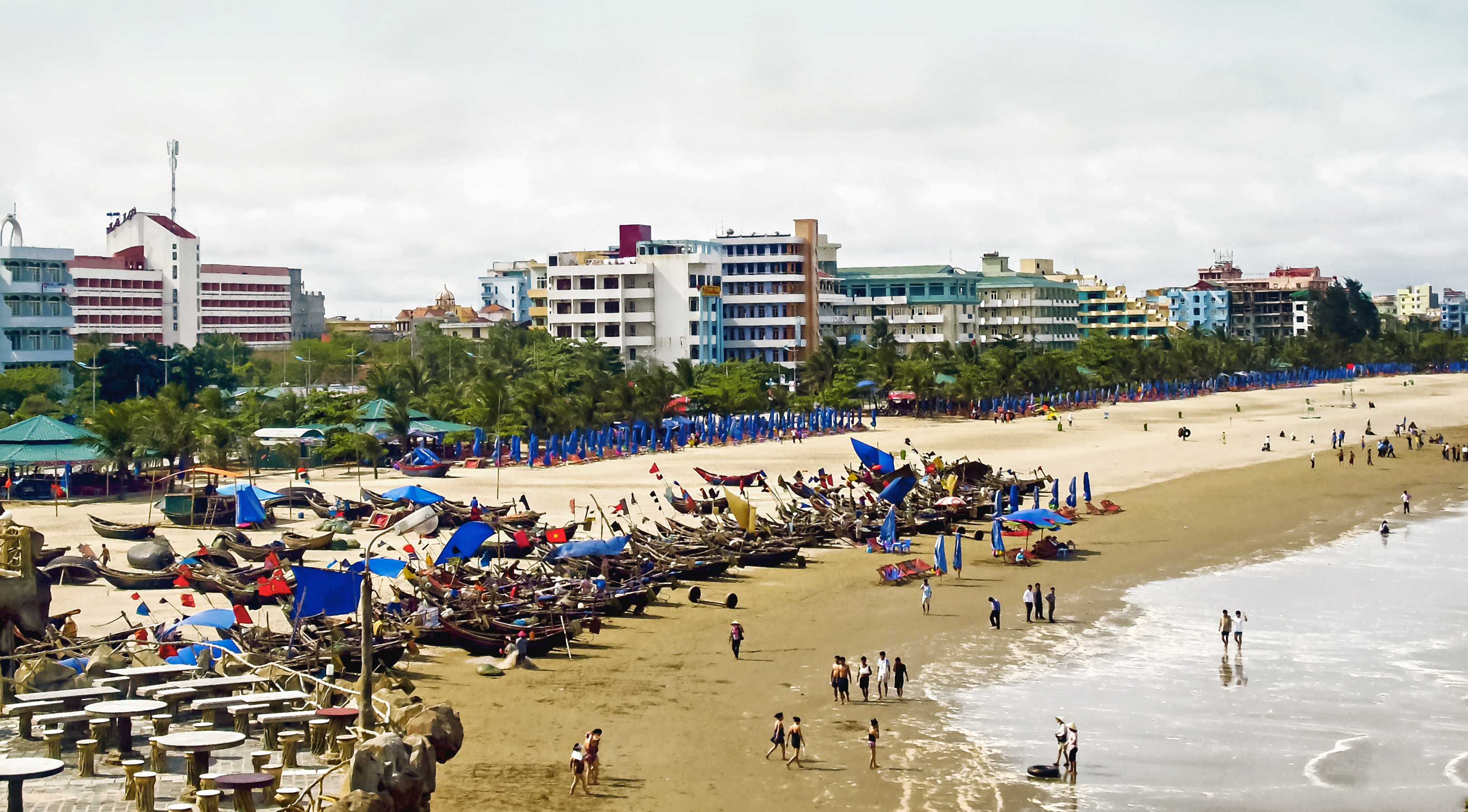
Bãi biển Sầm Sơn

- Vườn quốc gia Bến En: Thuộc huyện Như Thanh cách thành phố Thanh Hóa 36 km về phía Tây Nam, rộng 16,634 ha với những cây lim ngàn tuổi, lát hoa, chò chỉ, ngù hương, săng lẻ... và nhiều loài thú như voi, gấu, hổ, khỉ...
- Vườn quốc gia Cúc Phương: một phần thuộc huyện Thạch Thành.
- Các khu bảo tồn: Khu bảo tồn thiên nhiên Pù Hu, Khu bảo tồn thiên nhiên Pù Luông, Khu bảo tồn thiên nhiên Xuân Liên, Khu bảo tồn thiên nhiên rừng sến Tam Quy.

- Suối cá thần Cẩm Lương: Thuộc làng Ngọc, xã Cẩm Lương, huyện Cẩm Thủy, cách thành phố Thanh Hóa hơn 70 km về phía Tây, là suối cá tự nhiên và trở thành điểm du lịch của tỉnh Thanh Hoá. Ở đây có hàng ngàn con cá lớn nhỏ bám dày đặc suốt chiều dài hơn 100 m của con suối. Mỗi con cá nặng trung bình từ 2 đến 8 kg, có cá chúa nặng tới 30 kg. Người dân ở đây tôn thờ những chú cá như các vị thần (là nguồn gốc của tên gọi "Suối cá thần"), người ta truyền miệng nhau rằng nếu ăn thịt các ông "cá thần" thì sẽ gặp phải những điều rủi ro, bất hạnh.Suối cá tại chân núi Trường Sinh thuộc bản Ngọc, xã Cẩm Lương, huyện Cẩm Thủy (cách trung tâm TP Thanh Hóa hơn 70 km về phía Tây Bắc) là 1 điểm du lịch thu hút khách du lịch và các nhà nghiên cứu.

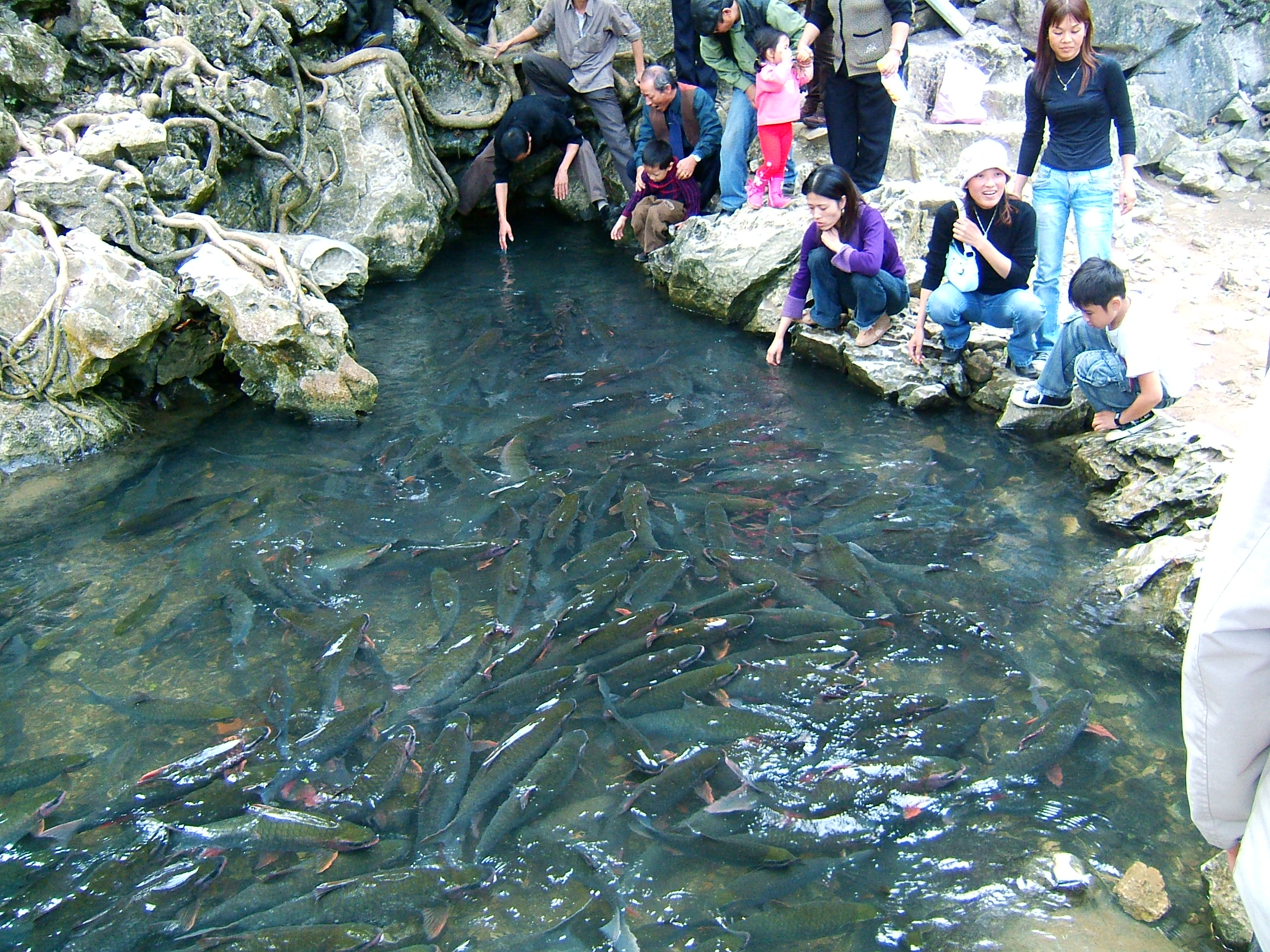
Suối cá tại chân núi Trường Sinh thuộc bản Ngọc, xã Cẩm Lương, huyện Cẩm Thủy (cách trung tâm TP Thanh Hóa hơn 70 km về phía Tây Bắc) là 1 điểm du lịch thu hút khách du lịch và các nhà nghiên cứu.

- Cụm di tích Nga Sơn: Động Từ Thức, Cửa biển Thần Phù, Chiến khu Ba Đình, đền thờ Mai An Tiêm...
- Cụm di tích thành nhà Hồ, gồm thành Tây Đô (thuộc địa phận 2 xã: Vĩnh Tiến và Vĩnh Long, huyện Vĩnh Lộc, cách thành phố Thanh Hóa khoảng 50 km) và các di tích kề cận như đàn Nam Giao, động Tiên Sơn (thuộc xã Vĩnh An, huyện Vĩnh Lộc)...
- Khu di tích lịch sử Lam Kinh: Nằm trên địa phận thị trấn Lam Sơn, huyện Thọ Xuân và xã Kiên Thọ, huyện Ngọc Lặc, cách thành phố Thanh Hóa 50 km về phía Tây. Lưu giữ các điêu khắc đá như bia Vĩnh Lăng (Lê Lợi), bia hoàng hậu Ngô Thị Ngọc Dao, các di tích cung điện thành nội, thành ngoại, sân Rồng...
- Thái miếu Nhà Hậu Lê: thuộc phường Đông Vệ, thành phố Thanh Hóa, có 27 thần vị và có những hiện vật có từ thế kỷ XVII, XVIII.
- Đền Bà Triệu, huyện Hậu Lộc.
- Đền thờ Lê Hoàn, huyện Thọ Xuân.
- Nghè Xuân Phả thờ Đại Hải Long Vương và bà Hoàng hậu Nhà Đinh, nơi diễn ra Trò Xuân Phả hàng năm.
- Khu di tích lịch sử Phủ Trịnh và chùa Báo Ân, đã được xếp hạng cấp quốc gia.
- Đền thờ, lăng mộ cụ Lê Văn Hưu ở xã Thiệu Trung, huyện Thiệu Hóa cách TP Thanh Hóa 12 km.
- Khu lăng miếu Triệu Tường, huyện Hà Trung, nơi phát tích triều Nguyễn.
- Phủ Na (xã Xuân Du huyện Như Thanh),
- Am Tiên (thị trấn Nưa huyện Triệu Sơn)
- Đền Sòng (Bỉm Sơn).
- Khu di chỉ, khảo cổ văn hóa Đông Sơn.
- Khu di tích Hàm Rồng: gồm cầu Hàm Rồng (1 biểu tượng thời Chiến tranh Việt Nam), đồi Quyết Thắng.
- Tòa Giám mục công giáo Thanh Hóa, chùa Thanh Hà, chùa Chanh và chùa Mật Đa (thành phố Thanh Hóa).Tòa Giám mục Thanh Hóa

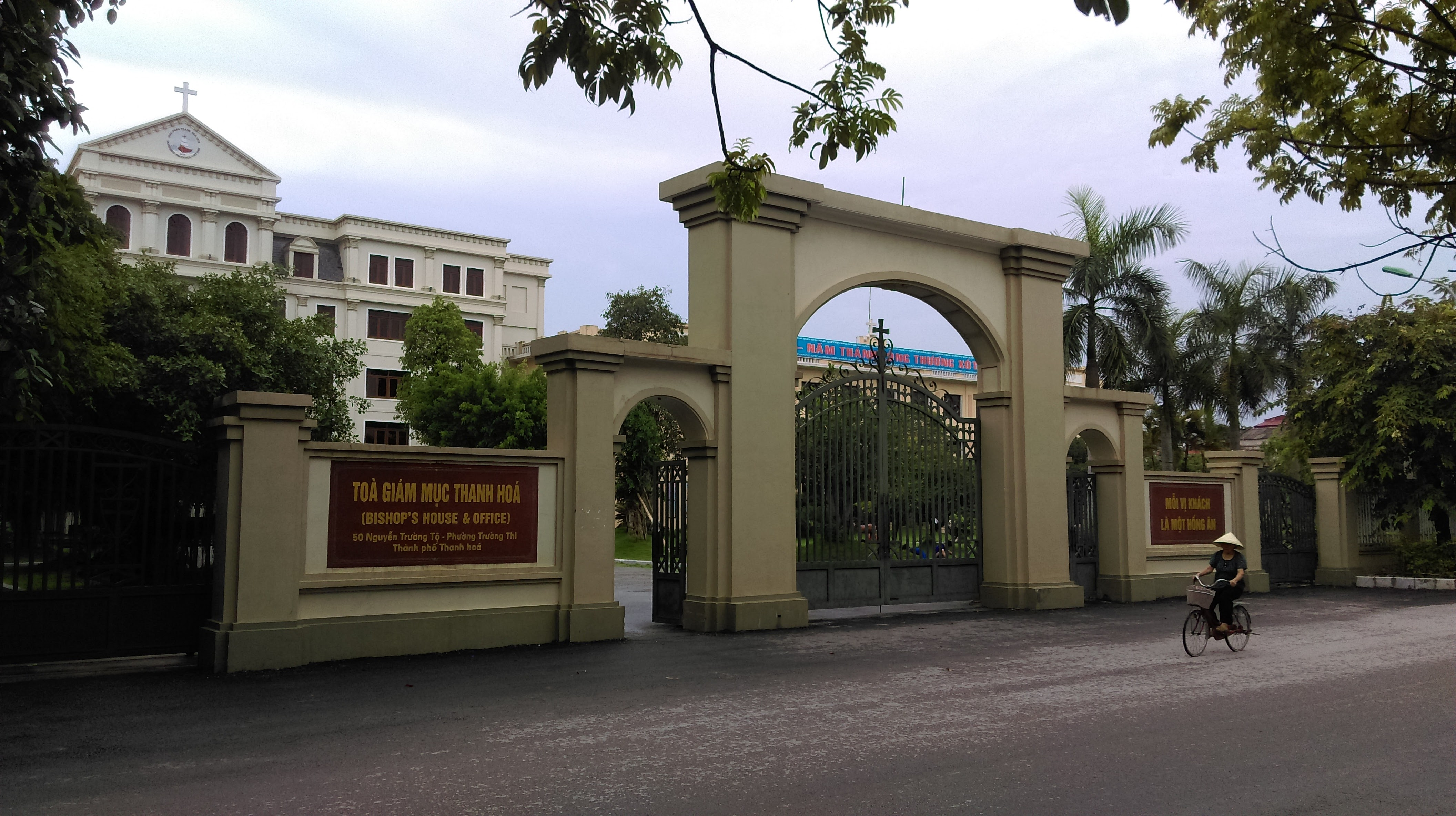
Tòa Giám mục Thanh Hóa

- Thác Muốn, Điền Quang, Điền Lư, Bá Thước
- Suối cá Văn Nho, Bá Thước
- Khu du lịch tâm linh Đền Phố Cát (Thạch Thành)
- Đền thờ Trung Túc Vương Lê Lai (Đền Tép), Ngọc Lặc.
- Chùa Am Cát Định Hải, Nghi Sơn.
- Đền thờ Đào Duy Từ (Nguyên Bình, Nghi Sơn)
- Nhà thờ Ba Làng (Đức Bà - 1893), Hải Thanh, Nghi Sơn
- Cụm di tích Lạch Bạng - Hải Thanh, Nghi Sơn.
- Đền thờ Quang Trung - Xã Nghi Sơn, TX Nghi Sơn
- Biển Đông - Xã Nghi Sơn, TX Nghi Sơn.
- Biển Hải Hòa, Hải Thanh, Nghi Sơn
- Đảo Mê - Hải Bình, Nghi Sơn
- Núi Văn Trinh - Đền thờ Chiêu Văn Vương Trần Nhật Duật.

## Giao thông
Thanh Hóa có 10 ga tàu hỏa trong đó có 1 ga chính trong tuyến đường sắt Bắc Nam là ga Thanh Hóa. Có 7 tuyến đường bộ huyết mạch của tỉnh: Quốc lộ 1, quốc lộ 10, quốc lộ 15, quốc lộ 45, quốc lộ 47, quốc lộ 217 và đường Hồ Chí Minh), xa lộ xuyên Á (AH1) chạy qua Thanh Hóa trên Quốc lộ 1 với chiều dài 98,8 km và Đường cao tốc Bắc - Nam Phía Đông. Đường thủy của Thanh Hóa có đường thủy nội địa với 697,5 km; đường hàng hải có cảng nước sâu Nghi Sơn có khả năng đón tàu hàng hải quốc tế có tải trọng tới 50.000 DWT.
Vận tải công cộng, đến năm 2021, Thanh Hóa đã phát triển mạng lưới xe buýt gồm 18 tuyến ở khu vực đồng bằng và một phần các huyện miền núi trong tỉnh.

### Lộ trình các tuyến xe buýt
| Tuyến | Tuyến                                                                            | Đầu bến                                              | Đầu bến | Đầu bến                                   | Tần suất               | Thời gian mở tuyến |
| Số    | Tên                                                                              | Đầu A                                                |         | Đầu B                                     | Tần suất               | Thời gian mở tuyến |
| ----- | -------------------------------------------------------------------------------- | ---------------------------------------------------- | ------- | ----------------------------------------- | ---------------------- | ------------------ |
| 1     | Ga Thanh Hóa - Cảng Hới                                                          | Ga Thanh Hóa Đông Thọ, Thanh Hóa                     | ↔       | Cảng Hới Quảng Tiến, Sầm Sơn              | 20 phút                | 5h - 21h           |
| 2     | Vĩnh Lộc - Sầm Sơn                                                               | Vĩnh Lộc Vĩnh Tiến, Vĩnh Lộc                         | ↔       | Sầm Sơn Trường Sơn, Sầm Sơn               | 20 phút                | 5h - 21h           |
| 3     | Hàm Rồng - Khu kinh tế Nghi Sơn                                                  | Hàm Rồng Thanh Hóa                                   | ↔       | Cầu Hổ Tân Trường, Nghi Sơn               | 20 phút                | 5h - 21h           |
| 4     | Chợ Vườn Hoa - Thị trấn Thường Xuân (Thành phố Thanh Hóa - Thị trấn Thường Xuân) | Thành phố Thanh Hóa Đông Sơn, Thanh Hóa              | ↔       | Thị trấn Thường Xuân Thường Xuân          | 20 phút                | 5h - 20h           |
| 5     | Thành phố Thanh Hóa - Thị xã Bỉm Sơn                                             | Đại học Hồng Đức Đông Sơn, Thanh Hóa                 | ↔       | Nhà máy Xi măng Đông Sơn, Bỉm Sơn         | 15 - 20 phút (10 phút) | 5h - 21h           |
| 6     | Hoằng Phụ - Bệnh viện tỉnh                                                       | Thành phố Thanh Hóa Quảng Thịnh, Thanh Hóa           | ↔       | Hoằng Phụ Hoằng Hóa                       | 20 phút                | 5h - 21h           |
| 7     | Bến xe phía Nam - Thị trấn Nga Sơn                                               | Thành phố Thanh Hóa Quảng Thịnh, Thanh Hóa           | ↔       | Ngã ba Hồ Vương Nga Liên, Nga Sơn         | 20 phút                | 5h - 21h           |
| 8     | Đại học Hồng Đức - Kim Tân                                                       | Thành phố Thanh Hóa Đông Sơn, Thanh Hóa              | ↔       | Thạnh Thành Kim Tân, Thạch Thành          | 20 phút                | 5h - 21h           |
| 9     | Thành phố Thanh Hóa - Thiệu Toán - Thị trấn Thọ Xuân - Đền thờ Lê Hoàn           | Thành phố Thanh Hóa Nam Ngạn, Thanh Hóa              | ↔       | Đền thờ Lê Hoàn Xuân Lập, Thọ Xuân        | 20 phút                | 5h - 21h           |
| 10    | Chợ Vườn Hoa - Mục Sơn                                                           | Thành phố Thanh Hóa Lam Sơn, Thanh Hóa               | ↔       | Mục Sơn Lam Sơn, Thọ Xuân                 | 20 phút                | 5h - 21h           |
| 11    | Thành phố Thanh Hóa - Đa Lộc                                                     | Thành phố Thanh Hóa Quảng Thịnh, Thanh Hóa           | ↔       | Đa Lộc Hậu Lộc                            | 20 phút                | 5h - 21h           |
| 12    | Thành phố Thanh Hóa - Quảng Xương                                                | Thành phố Thanh Hóa Hàm Rồng, Thanh Hóa              | ↔       | Quảng Xương                               | Đã dừng hoạt động      | Đã dừng hoạt động  |
| 13    | Thành phố Thanh Hóa - Nghi Sơn                                                   | Thành phố Thanh Hóa                                  | ↔       | Cảng Nghi Sơn Nghi Sơn, Nghi Sơn          | 20 phút                | 5h - 21h           |
| 14    | Quảng Cư - Ga Thanh Hóa                                                          | Sầm Sơn Quảng Cư, Sầm Sơn                            | ↔       | Suối cá Cẩm Lương Cẩm Lương, Cẩm Thủy     | 20 phút                | 5h - 21h           |
| 15    | Thiệu Dương - Nông Cống                                                          | Thành phố Thanh Hóa                                  | ↔       | Nông Cống                                 | 20 phút                | 5h - 21h           |
| 16    | Khu Bình Minh - Như Thanh                                                        | Thành phố Thanh Hóa Đông Hương, Thanh Hóa            | ↔       | Như Thanh                                 | 20 phút                | 5h - 21h           |
| 17    | Thành phố Thanh Hóa - Hợp Lý                                                     | Thành phố Thanh Hóa                                  | ↔       | Hợp Lý Triệu Sơn                          | 20 phút                | 5h - 21h           |
| 19    | Thành phố Thanh Hóa - Sân bay Thọ Xuân                                           | Thành phố Thanh Hóa                                  | ↔       | Sân bay Thọ Xuân Xuân Hưng, Thọ Xuân      | Đã đừng hoạt động      | Đã đừng hoạt động  |
| 20    | Thị trấn Nông trường Thống Nhất - Cây dầu Ngọc Cương                             | Thị trấn Nông trường Thống Nhất Thống Nhất, Yên Định | ↔       | Cây dầu Ngọc Cương Tân Phong, Quảng Xương | Đã đừng hoạt động      | Đã đừng hoạt động  |

Tuyến số 1: Ga Thanh Hóa - Bưu điện tỉnh - Môi - Sầm Sơn - Cảng Hới và ngược lại
Tuyến số 2: Vĩnh Lộc - Ngã ba Kiểu - Quán Lào - Vạn Hà - Bến xe phía Tây - Bờ Hồ - Cầu Cốc - Môi - Sầm Sơn và ngược lại
Tuyến số 3: Hàm Rồng - Lưu Vệ - Chợ Kho - Khu kinh tế Nghi Sơn và ngược lại
Tuyến số 4: Đại học Hồng Đức - đường Quang Trung - khách sạn Mường Thanh - Đường Võ Nguyên Giáp - Làng SOS (Quốc lộ 47) - Big C Thanh Hóa - Đại lộ Lê Lợi - Chợ Vườn Hoa - Bưu điện Tỉnh - đường Trần Phú - chợ Tây Thành - Ngã 4 Phú Sơn - Thị trấn Nhồi (Quốc lộ 47) - Ngã 3 Cầu Thiều - Thị trấn Giắt (Triệu Sơn) - Ngã 4 Dân Lực - Thị trấn Sao Vàng - Thị trấn Lam Sơn  - Thị trấn Thường Xuân và ngược lại
Tuyến số 5: Đại học Hồng Đức – Đường Quang Trung – Khách sạn Mường Thanh – Đường Võ Nguyên Giáp – Trường PTTH chuyên Lam Sơn – Cầu Lai Thành – Chợ Vườn Hoa – Bưu điện tỉnh – Bệnh viện Hợp Lực – Quốc lộ 1 – Cầu Hoàng Long – Cầu Tào – Ga Nghĩa Trang – Đò Lèn – Chợ Bỉm Sơn – Nhà máy Xi măng và ngược lại
Tuyến số 6: Thành phố Thanh Hóa - Hoằng Quang – Thị trấn Bút Sơn – Hoằng Phụ và ngược lại
Tuyến số 7: Thành phố Thanh Hóa - Hà Trung - Ngã ba Hồ Vương và ngược lại
Tuyến số 8: Thành phố Thanh Hóa - Hà Trung - Vĩnh Lộc - Thạch Thành và ngược lại
Tuyến số 9: Thành phố Thanh Hóa - Ngã ba Chè - Thiệu Toán - Thị trấn Thọ Xuân - Đền thờ Lê Hoàn và ngược lại
Tuyến số 10: Chợ Vườn Hoa - Rừng Thông - Dân Lực - Thị trấn Thọ Xuân - Tứ Trụ - Mục Sơn và ngược lại
Tuyến số 11: Thành phố Thanh Hóa - Đa Lộc và ngược lại
Tuyến số 12: Làng cổ Đông Sơn - Bờ Hồ - Bến xe phía Nam - Lưu Vệ - Đường Thanh Niên - Khu Sô Tô và ngược lại
Tuyến số 13: Hoằng Trường - Nam Ngạn - Bờ Hồ - An Hưng - Thị trấn Nưa và ngược lại
Tuyến số 14: Bến xe TP Sầm Sơn - Khu sinh thái Quảng Cư và ngược lại
Tuyến số 15: TP Thanh Hóa - Chợ Kho - Nông Cống và ngược lại
Tuyến số 16: TP Thanh Hóa - Nông Cống - Như Thanh và ngược lại
Tuyến số 17: Hợp Lý - Sim - Giắt - TP Thanh Hóa - Đại học Công nghiệp TP Hồ Chí Minh (chi nhánh Thanh Hóa) - TP Sầm Sơn và ngược lại
Tuyến số 18: Thiệu Duy - Thị trấn Thiệu Hóa - TP Thanh Hóa - Ngã ba đường tránh phía Nam thành phố và ngược lại
Tuyến số 20: Trại 5 (Thống Nhất) - Kiểu - Thị trấn Quán Lào - Thị trấn Thiệu Hóa - Thị trấn Rừng Thông - Chợ Tây Thành - Cầu Quán Nam và ngược lại

## Địa phương kết nghĩa

### TỉnhQuảng Nam(Việt Nam)
Trong phong trào kết nghĩa Bắc – Nam, ngày 12 tháng 3 năm 1960, Lễ kết nghĩa giữa hai tỉnh Thanh Hóa - Quảng Nam được tổ chức trọng thể tại thị xã Thanh Hóa (nay là thành phố Thanh Hóa). Sau đó, các huyện, thị của hai tỉnh cũng lần lượt làm lễ kết nghĩa:
- Thị xã Thanh Hóa (sau là thành phố Thanh Hóa) và thị xã Hội An (sau là thành phố Hội An)
- Huyện Tĩnh Gia (sau là thị xã Nghi Sơn) và huyện Đại Lộc
- Huyện Hoằng Hóa và huyện Điện Bàn (sau là thị xã Điện Bàn)
- Huyện Đông Sơn và huyện Thăng Bình
- Huyện Quảng Xương và huyện Hòa Vang (sau là huyện Hòa Vang và các quận Liên Chiểu, Ngũ Hành Sơn, Cẩm Lệ thuộc thành phố Đà Nẵng)[52]
- Huyện Thọ Xuân và huyện Quế Sơn (sau là các huyện Quế Sơn, Hiệp Đức, Nông Sơn)[53][54]
- Huyện Triệu Sơn và huyện Tam Kỳ (sau là thành phố Tam Kỳ và các huyện Núi Thành, Phú Ninh)[55]
- Huyện Nông Cống và huyện Duy Xuyên
- Huyện Nga Sơn và huyện Tiên Phước.

Chiều ngày 29 tháng 5 năm 2023, tại Ủy ban nhân dân huyện Như Xuân đã diễn ra Lễ kết nghĩa giữa huyện Như Xuân (tỉnh Thanh Hóa) và huyện Tây Giang (tỉnh Quảng Nam).

### TỉnhHouaphan(Hủa Phăn) (Lào)
Sáng 13 tháng 8 năm 2012, tại Thanh Hóa, 2 tỉnh Thanh Hóa - Hủa Phăn tổ chức Lễ mít tinh kỷ niệm 50 năm ngày thiết lập quan hệ ngoại giao và 35 năm ngày ký Hiệp ước Hữu nghị và hợp tác Việt Nam - Lào, đồng thời kỷ niệm 45 năm kết nghĩa và ký kết hợp tác phát triển giữa 2 tỉnh Thanh Hóa – Hủa Phăn (1967 -2012).
Hoạt động kết nghĩa giữa các địa phương trong tỉnh được thúc đẩy:
- Huyện Quan Hóa và các huyện Xiengkhor (Xiềng Khọ), Viengxay (Viêng Xay)
- Các huyện Thường Xuân, Lang Chánh và huyện Xamtay (Sầm Tớ)
- Thành phố Sầm Sơn và huyện Kuan (Quắn).[60]